# Pedro de Alcântara Tibério Capistrano
Pedro de Alcântara Tibério Capistrano (Desterro, 9 de outubro de 1829 — Florianópolis) foi um político brasileiro.
Filho de Joaquim Tibério Lobo Capistrano e de Joaquina Maria de Oliveira Capistrano. Casou com Maria Cavalcanti Tibério e tiveram filhos.
Reformado no posto de major, em 1880, participou da Guerra do Paraguai.
Foi deputado à Assembleia Constituinte e Legislativa do Estado de Santa Catarina na 1ª legislatura, de 1892 a 1894.